# آناتولی ددنکو
آناتولی ددنکو (اوکراینی: Анатолій Олександрович Діденко؛ زادهٔ ۹ ژوئن ۱۹۸۲) بازیکن فوتبال اهل اوکراین است.
از باشگاه‌هایی که در آن بازی کرده‌است می‌توان به باشگاه فوتبال متالیست خارکوف، باشگاه فوتبال چورنومورتس اودسا، باشگاه فوتبال اوورلا اوژهورود، باشگاه فوتبال آمکار پرم، و باشگاه فوتبال زوریا لوهانسک اشاره کرد.